# Lou Henson
Louis Ray Henson, detto Lou (Okay, 10 gennaio 1932 – Champaign, 25 luglio 2020), è stato un allenatore di pallacanestro statunitense.